# Baoh le visiteur
Baoh le visiteur (バオー来訪者, Baō Raihōsha) est un manga de science fiction de Hirohiko Araki. Il est prépublié entre 1984 et 1985 dans le magazine Weekly Shōnen Jump puis compilé en deux volumes par Shūeisha. La version française est publiée par Delcourt/Tonkam en avril 2022 dans un coffret contenant plusieurs histoires de l'auteur. Il est adapté sous forme de'OAV en 1989 au Japon.
Cette série est le précurseur à l’œuvre la plus populaire d’Araki, JoJo's Bizarre Adventure.

## Synopsis
À la suite d'un accident de voiture, le jeune Ikurō Hashizawa devient malgré lui le sujet d’un projet militaire top-secret du gouvernement japonais, nommé Baoh, et dirigé par le Docteur Kasuminome. Le laboratoire Doress (Judas, en version française) lui injecte le parasite cybernétique Baoh qui donne à son hôte, lorsque celui-ci est menacé, des pouvoirs et des facultés hors-du-commun. Alors qu’Ikurō commence à comprendre ce qui lui arrive, il utilise ses nouveaux pouvoirs pour se débarrasser des sbires de Doress qui cherchent à l’éliminer. Alors qu’il tente de sauver Sumire (Violette, en version française), une jeune fille retenue en otage par Doress, Ikurō devra affronter le cyborg Dordo, et Walken, un indien parasité qui a des pouvoirs psychiques terrifiants.

## Fiche technique de l'OAV
- Titre : Baoh le visiteur
- Réalisation : Hiroyuki Yokoyama
- Scénario : Hirohiko Araki Kenji Terada
- Musique : Hiroyuki Namba
- Pays de production :  Japon
- Genre : science-fiction, gore
- Durée : 48 minutes
- Dates de sortie
  - Japon : 1989
  - France : 1995, VF , VHS (Kazé)

## Doublage
| Personnages     | Voix japonaises | Voix françaises       |
| --------------- | --------------- | --------------------- |
| Ikuro Hashizawa | Hideyuki Hori   | Michel Ré             |
| Sumire          | Noriko Hidaka   | Marjolaine Poulain    |
| Dr. Kasuminome  | Ichiro Nagai    | Jean-Paul Audrain     |
| Dordo           | Shuichi Ikeda   | Jean-François Regazzi |
| Sophine         | Yō Inoue        | Anne Plumet           |
| Walken          | Yusaku Yara     | John Berrebi          |